# Sem Compromisso (banda)
Sem Compromisso foi um conjunto musical brasileiro de samba, da vertente pagode, formado em São Paulo na segunda metade da década de 1980.

## História
O Sem Compromisso nasceu em meados de 1986 no bairro de Itaquera, zona leste de São Paulo, inicialmente como uma reunião de amigos que realizavam pagodes descompromissados - de onde surgiu o nome Sem Compromisso - após os jogos de um time de futebol de várzea local. Logo, o grupo começou a se apresentar em diversos bares por São Paulo, tendo como primeira formação com Marcão (violão), Maurão (surdo), Chiquinho (reco-reco), Elton Pizzinha (tantã), Zé Pretinho (repique), Dymys (percussão), Fabinho (pandeiro) e Marcelinho (cavaco / vocal).
Com a ascensão do subgênero pagode romântico entre o final da década de 1980 e início da década de 1990, o Sem Compromisso conseguiu uma chance de se profissionalizar. A primeira aparição do grupo na indústria fonográfica ocorreu em 1992, com o lançamento das faixas “Tributo a Pauliceia” e “Pura Vaidade” na coletânea "Pagode de Primeira, volume 1", da gravadora Zimbabwe. As canções foram muito executadas nas rádios e deram projeção necessária para o lançamento, em 1992, do LP de estreia Parte Desse Jogo, que obteve êxito comercial, incluindo um disco de ouro, e rendeu outros sucessos como “Mariana, Parte Minha”, “Divã” e “Súplica Paixão”.
Em 1996, foi lançado o segundo álbum, Pra Ficar, que emplacou seis músicas nas paradas de sucesso. No ano seguinte, veio o terceiro álbum, "Felicidade Escondida", cuja faixa-título fez sucesso no país. Em 1998, foi lançado o quarto álbum, "Assim É O Nosso Jeito", que teve como destaques comerciais "Eternamente", "Nascente" e "Porque Te Amo", ganhou disco de ouro e faturou o "Prêmio Qualidade Brasil", conferido pela International Exporter's Service.
O Sem Compromisso manteve sua formação original até 2001, quando desentendimentos internos fizeram com que sete integrantes deixassem o grupo - apenas Marcelinho permaneceu e montou uma nova composição de músicos. Em 2016 o grupo chegou ao fim. 

## Discografia
- 1992 - Parte Desse Jogo
- 1996 - Pra Ficar
- 1997 - Felicidade escondida
- 1998 - Assim é o nosso jeito
- 2000 - À toa pra te amar
- 2001 - Ao Vivo
- 2003 - Tá Escrito
- 2008 - Meu Nome É Samba
- 2014 - O Beijo
- 2016 - Acústico Ao Vivo - No Estúdio Show Livre